# Boa Vista da Aparecida
Pour les articles homonymes, voir Boa Vista (homonymie).
Boa Vista da Aparecida est une municipalité brésilienne située dans l'État du Paraná.